# Нейтронное излучение
Нейтронное излучение возникает при ядерных реакциях (в ядерных реакторах, промышленных и
лабораторных установках, при ядерных взрывах).
Свободный нейтрон — это нестабильная, электрически нейтральная частица с временем жизни около 15 минут (880,1 ± 1,1 секунды).
При неупругих взаимодействиях возникает вторичное излучение, которое может состоять как из заряженных частиц, так и из гамма-квантов.
При упругих взаимодействиях возможна обычная ионизация вещества. Проникающая способность нейтронов очень велика по причине отсутствия заряда и, как следствие, слабого взаимодействия с веществом. Проникающая способность нейтронов зависит от их энергии и состава атомов вещества, с которыми они взаимодействуют. Слой половинного ослабления нейтронного излучения для лёгких материалов в несколько раз меньше, чем для тяжёлых. Тяжёлые материалы, например металлы, хуже ослабляют нейтронное излучение, чем гамма-излучение.
Условно нейтроны в зависимости от кинетической энергии разделяются на быстрые (до 10 МэВ), сверхбыстрые, промежуточные, медленные и тепловые. Медленные и тепловые нейтроны вступают в ядерные реакции, в результате могут образовываться стабильные или радиоактивные изотопы.

### Защита
Быстрые нейтроны плохо поглощаются любыми ядрами, поэтому для защиты от нейтронного излучения применяют комбинацию замедлитель — поглотитель. Наилучшие замедлители — водородсодержащие материалы. Обычно применяют воду, парафин, полиэтилен. Также в качестве замедлителей применяют бериллий и графит. Замедленные нейтроны хорошо поглощаются ядрами бора, кадмия.
Поскольку поглощение нейтронного излучения сопровождается гамма-излучением, необходимо применять многослойные экраны из различных материалов: свинец (или вольфрам) — полиэтилен, сталь — вода и т. д. В ряде случаев для одновременного поглощения нейтронного и гамма-излучений применяют водные растворы гидроксидов тяжёлых металлов, например железа Fe(OH)3.
Радиоактивное излучение, взаимодействуя с облучаемой средой, образует ионы разных знаков. Этот процесс называется ионизацией и обусловлен действием на облучаемую среду ядер атомов гелия (α-частицы), электронов и позитронов (β-частицы), а также незаряженных частиц (корпускулярное и нейтронное излучение), электромагнитного/фотонного (рентгеновское [характеристическое и тормозное] и γ-излучение) и другого излучений. Ни один из этих видов радиоактивного излучения не воспринимается органами чувств человека.
Нейтронное излучение является потоком электронейтральных частиц ядра. Так называемое вторичное излучение нейтрона, когда он сталкивается с каким-либо ядром или электроном, оказывает сильное ионизирующее воздействие. Ослабление нейтронного излучения эффективно осуществляется на ядрах лёгких элементов, особенно водорода, а также на материалах, содержащих такие ядра — воде, парафине, полиэтилене и др.
В качестве защитного материала часто используют парафин, толщина которого для Ро—Be- и Ро—В-источников нейтронов будет примерно в 1,2 раза меньше, чем толщина водной защиты. Следует отметить, что нейтронное излучение радиоизотопных источников часто сопровождается γ-излучением, поэтому необходимо проверять, обеспечивает ли защита от нейтронов также защиту от γ-излучения. Если не обеспечивает, то необходимо вводить в защиту компоненты с высоким атомным номером (железо, свинец).
При внешнем облучении основную роль играют гамма- и нейтронное излучение. Альфа- и бета-частицы составляют главный поражающий фактор радиоактивных облаков, образуемых продуктами деления, остатками расщепляющегося материала и вторично активированными веществами при ядерном взрыве, однако эти частицы легко поглощаются одеждой и поверхностными слоями кожи. Под действием медленных нейтронов в организме создаётся наведённая радиоактивность, которая была обнаружена в костях и других тканях многих людей, умерших в Японии от лучевой болезни.

### Нейтронная бомба
Нейтронная бомба отличается от «классических» видов ядерного оружия — атомной и водородной бомб — прежде всего мощностью. Она имеет мощность около 1 кт ТНТ, что в 20 раз меньше мощности бомбы, сброшенной на Хиросиму, и примерно в 1000 раз меньше больших (мегатонных) водородных бомб. Ударная волна и тепловое излучение, возникающие при взрыве нейтронной бомбы, в 10 раз слабее, чем при воздушном взрыве атомной бомбы типа «Хиросима». Так, взрыв нейтронной бомбы на высоте 100 м над землёй, вызовет разрушения только в радиусе 200—300 м. Губительное для всего живого действие оказывает излучение быстрых нейтронов, плотность потока которых при взрыве нейтронной бомбы в 14 раз выше, чем при взрыве «классических» ядерных бомб. Нейтроны убивают всё живое в радиусе 2,5 км. Поскольку нейтронное излучение создаёт короткоживущие радиоизотопы, к эпицентру взрыва нейтронной бомбы можно «безопасно» приблизиться — по утверждению её создателей — уже через 12 ч. Для сравнения укажем, что водородная бомба надолго загрязняет радиоактивными веществами территорию радиусом около 7 км.